# Meiningen
Pour les articles homonymes, voir Meiningen (homonymie).
Meiningen (/ˈmaɪ̯nɪŋən/) est une ville d'Allemagne localisée dans la partie sud de la Thuringe dans le district de Schmalkalden-Meiningen. La ville est la capitale du district. Meiningen fait partie de la région de Franconie.

## Histoire
| Appartenances historiques Principauté épiscopale de Wurtzbourg 1008–1542 Comté d'Henneberg 1542–1583 Duché de Saxe-Weimar 1583–1640 Duché de Saxe-Gotha 1640–1680 Duché de Saxe-Meiningen 1680–1918 Empire allemand 1871–1918 République de Weimar 1918–1933 Reich allemand 1933–1945 Allemagne occupée 1945–1949 République démocratique allemande 1949–1990 Allemagne 1990–présent |

Elle est nommée pour la première fois en 982 et cartographiée en 1230.
De 1680 à 1918, elle est la capitale du duché de Saxe-Meiningen.
Une attaque aérienne importante sur Meiningen le 23 février 1945 a fait 208 morts, détruit 251 maisons et deux ponts. La ville a été prise par les Américains du XIIe Corps de la IIIe Armée (général George Patton) le 5 avril 1945, après de brefs combats.
1 880 prisonniers de guerre et des déportés civils (dont des Français, des Belges, des Néerlandais, des Polonais et 1 638 Russes) logent dans la caserne et sont pris en charge par l'administration américaine.
En juillet 1945, la ville a été incluse dans la zone d'occupation de l'Est avec le reste de la Thuringe.
Après la réunification allemande, Meiningen est devenue l'une des villes du district de Schmalkalden-Meiningen.
- Histoire de la communauté juive et de sa synagogue avant la Seconde Guerre mondiale

## Géographie
Elle est située sur la rivière Werra et compte environ 21 500 habitants.

## Jumelage
Bussy-Saint-Georges (France) depuis 2006

## Personnalités nées à Meiningen
- Adélaïde de Saxe-Meiningen
- Marieluise Claudius, actrice
- Vanilla Ice, rappeur : certains de ses ancêtres ont immigré de cette ville pour s‘installer au Texas
- Gustav Strupp, banquier, né à Dreißigacker (commune rattachée à Meiningen en 1990)

## Monuments
- Mémorial Brahms

## Musique
- Meininger Hofkapelle, orchestre symphonique.

## Varia
Meiningen est le siège d'un centre de compétence européen dans le domaine des locomotives à vapeur : l'atelier vapeur de Meiningen.

## Images

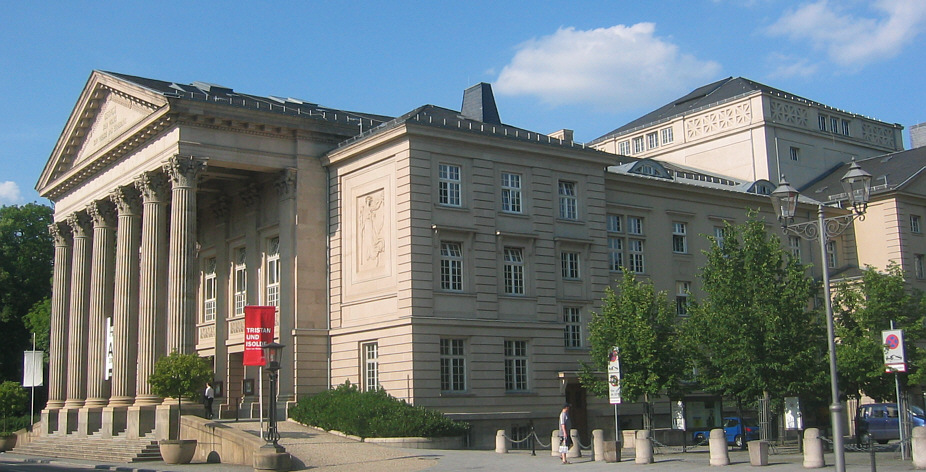
Théâtre de Meiningen.
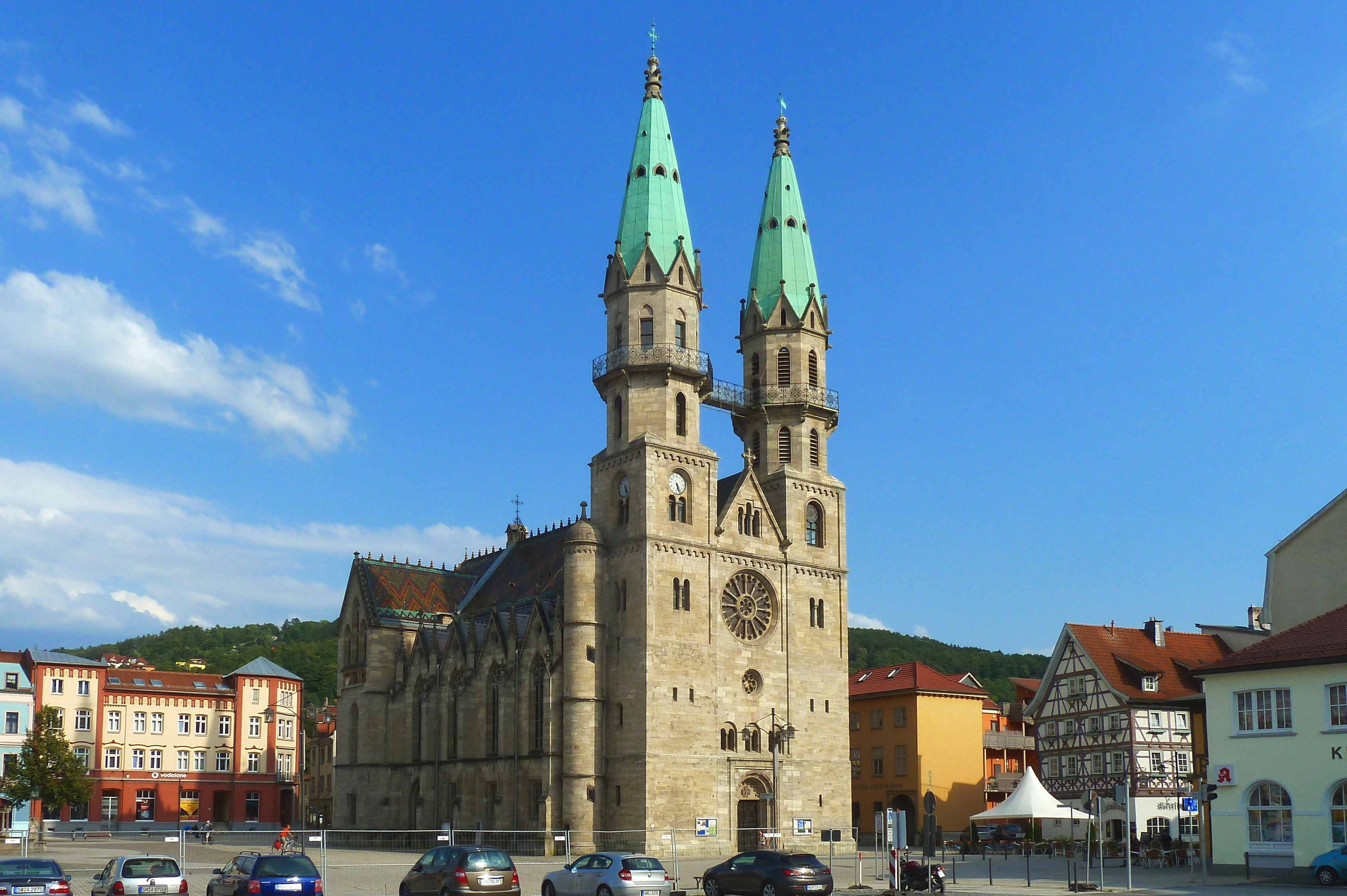
Église évangélique de la ville.
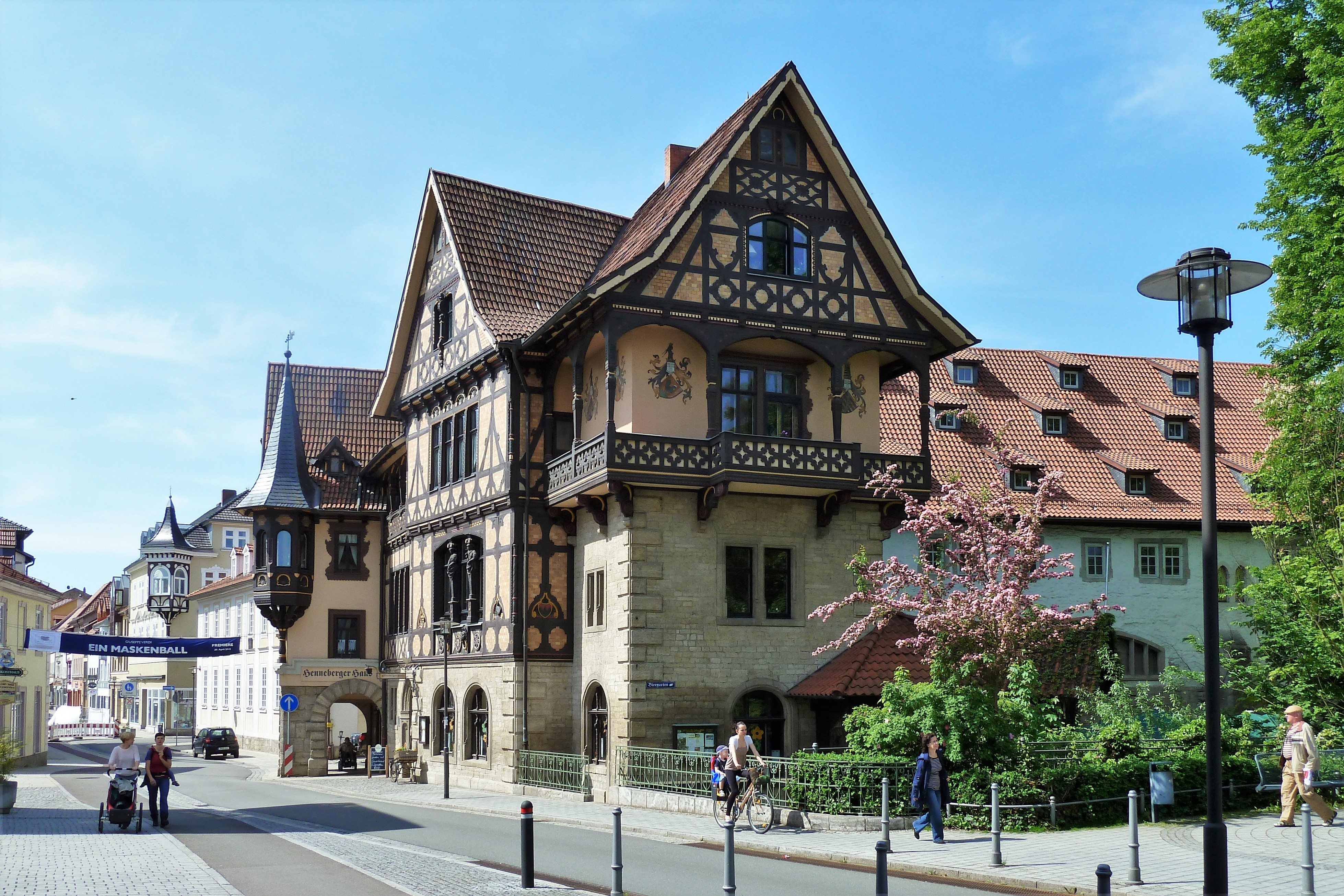
Henneberger.

## Personnalités liées à la commune
- Wilhelm Friedrich Hermann Reinwald (1737-1815) poète et linguiste, ami et beau-frère de Schiller
- Elisabeth Schumacher (1909-1942), résistante contre le nazisme